# جو مارتین (بازیکن فوتبال)
جو مارتین (انگلیسی: Joe Martin؛ زادهٔ ۲۹ نوامبر ۱۹۸۸) بازیکن فوتبال اهل بریتانیا است.
از باشگاه‌هایی که در آن بازی کرده‌است می‌توان به باشگاه فوتبال گیلینگام، باشگاه فوتبال تاتنهام هاتسپر، باشگاه فوتبال بلکپول، و باشگاه فوتبال میلوال اشاره کرد.
وی همچنین در تیم‌های ملی فوتبال زیر ۱۶ سال انگلستان و زیر ۱۷ سال انگلستان بازی کرده‌است.